# Lutynia (dopływ Warty)
Lutynia – rzeka, lewostronny dopływ Warty o długości 62,69 km i powierzchni zlewni 561,29 km².
Obszarem źródłowym jest Korytnica. Przepływa ona przez województwo wielkopolskie (powiat ostrowski, pleszewski i jarociński). Głównymi dopływami są Lubianka i Lubieszka. W dolnym biegu rozdziela się na kilka ramion w szerokiej pradolinie. Uchodzi do Warty w okolicach Orzechowa.